# Shutal
Shutal är en ort i Mexiko.   Den ligger i kommunen Pueblo Nuevo Solistahuacán och delstaten Chiapas, i den sydöstra delen av landet, 700 km öster om huvudstaden Mexico City. Shutal ligger 1 237 meter över havet och antalet invånare är 214.
Terrängen runt Shutal är varierad. Runt Shutal är det ganska tätbefolkat, med 80 invånare per kvadratkilometer. Närmaste större samhälle är Simojovel de Allende, 18,5 km sydost om Shutal. Omgivningarna runt Shutal är en mosaik av jordbruksmark och naturlig växtlighet.